# Marie-Hélène Thoraval
Pour les articles homonymes, voir Thoraval.
Marie-Hélène Thoraval, née le 3 juin 1966 à Coutances (Manche), est une femme politique française. Elle est députée UMP de décembre 2010 à juin 2012, maire divers droite de Romans-sur-Isère (Drôme) depuis le 5 avril 2014, et conseillère régionale d'Auvergne-Rhône-Alpes.

## Biographie
Née de parents agriculteurs, Marie-Hélène Thoraval est mariée et mère de deux filles.
Marie-Hélène Thoraval commence ses études par un BTS commerce international. Par la suite, elle obtient un master de gestion des entreprises et des administrations de l'IAE de Caen puis une maîtrise en développement territorial à l'École de management de Normandie. Si elle envisage d'abord de reprendre l'exploitation agricole familiale, elle effectue finalement sa carrière dans le domaine de l'agroalimentaire en France et à l'international. Elle travaille ensuite à la Délégation interministérielle à l'aménagement du territoire et à l'attractivité régionale (DATAR).

### Carrière politique
En 2007, elle est suppléante de Gabriel Biancheri, élu député lors des élections législatives. En mai 2008, elle mène la liste « Ensemble, un nouvel élan » à Romans-sur-Isère, battue de 61 voix. Elle devient alors chef de l'opposition au conseil municipal. Le 29 décembre 2010, elle devient députée UMP de la 4e circonscription de la Drôme à la suite du décès de Gabriel Biancheri[réf. souhaitée].
Le 17 juin 2012, lors des élections législatives, Marie-Hélène Thoraval est battue (47,28 %) par la candidate PS Nathalie Nieson (52,72 %).
Elle soutient la candidature de François Fillon pour la présidence de l'UMP lors du congrès d'automne 2012.
Le 15 juillet 2013, elle quitte l'UMP, à la suite d'un désaccord avec Patrick Labaune, alors responsable des investitures dans la Drôme.
Le 17 décembre 2013, Marie-Hélène Thoraval annonce officiellement sa candidature, sans étiquette depuis son départ de l'UMP, aux élections municipales de 2014 à Romans-sur-Isère. Le 30 mars, elle remporte le second tour avec un score de 46,3 %, à l'issue d'une triangulaire l'opposant à la liste du maire sortant, le socialiste Philippe Drésin, et à une liste du Front national emmenée par Bernard Pinet. 
En avril 2014, elle est nommée première vice-présidente de la communauté d'agglomération Valence-Romans Sud Rhône-Alpes, devenue Valence Romans Agglo début 2017.
Candidate aux élections départementales de 2015 dans le canton de Romans-sur-Isère, elle arrive en tête lors du premier tour, le 22 mars, en obtenant 31,18 % des suffrages exprimés. En revanche, elle échoue au second tour, dans une triangulaire l'opposant à une liste Front national, ainsi qu'à une liste d'Union de la Gauche. Marie-Hélène Thoraval et son colistier obtiendront 37,65 % des voix, contre 37,78 % en faveur de la gauche, échouant ainsi d'une quinzaine de voix. Caillassée à l'entrée du bureau de vote, Marie-Hélène Thoraval (soutenue par son colistier Fabrice Larue) a déposé un recours au tribunal administratif de Grenoble, arguant que cette agression constituait une irrégularité susceptible de changer l'issue du scrutin. Le recours est néanmoins rejeté.
Le 19 mai 2015, Marie-Hélène Thoraval intègre la nouvelle Commission Nationale d'Investiture de l'UMP (devenue Les Républicains) malgré son départ du parti deux ans plus tôt et prend parti pour Alain Juppé en vue de l'élection présidentielle de 2017. Porte-parole du groupe « Les Maires avec Alain Juppé », elle est à l'initiative du rassemblement « 1000 Maires avec Alain Juppé » et l'un de ses principaux lieutenants durant la campagne des Primaires de la Droite et du Centre. Elle quitte cette commission d'investiture en 2017.
En décembre 2015, elle devient conseillère régionale de la région Auvergne-Rhône-Alpes et membre de la commission permanente, dans la Majorité de Laurent Wauquiez.
En février 2016, elle annonce la fin des emprunts structurés à risques pour la ville de Romans, devenant la première commune à sortir de ces fameux « prêts toxiques » tout en se désendettant. Contractés par ses prédécesseurs, ces derniers menaçaient sérieusement les comptes de la commune mais l'issue s'est avérée favorable grâce à des opérations de renégociation de la dette avec la SFIL (ex-Dexia) et l'introduction d'un amendement parlementaire.
Dans le cadre de son mandat de maire, Marie-Hélène Thoraval met l'accent sur la sécurité et la tranquillité publique, en triplant les effectifs de la Police Municipale, et en dotant ses services de 100 caméras de vidéoprotection et d'un centre de supervision urbaine, entre 2014 et 2020.
Le 2 mars 2017, dans le cadre de l'affaire Fillon, elle retire son soutien au candidat LR François Fillon, désigné comme le candidat de la Droite et du Centre à l'élection présidentielle à l'issue de la Primaire.
Le 29 janvier 2020, Marie-Hélène Thoraval annonce sa candidature pour un second mandat à la tête de Romans-sur-Isère. Le 15 mars 2020, sa liste « Romans ! » arrive en tête des suffrages au premier tour avec 46,25% des suffrages exprimés.  Elle devance ainsi les trois listes concurrentes emmenées par Thomas Huriez (DVC), Isabelle Pagani (DVG) et Julie Maurel (DVG).
Le 28 juin 2020, Marie-Hélène Thoraval remporte le second tour des élections municipales face à la liste conduite par Thomas Huriez, et issue d'une fusion avec la liste « Romans en commun » menée par l'élue sortante d'opposition Isabelle Pagani,.
Après un premier mandat marqué par la sortie de la dette toxique et le retour des capacités d'investissement, Marie-Hélène Thoraval articule son second mandat autour de grands projets de rénovation urbaine et de renaturation. Trois grands projets (Parc Jean-Jaurès, Vallée de la Savasse et Chemin des Boeufs) sont lancés, représentant un budget global inédit de près de 25M€. 
La décision de la maire Marie-Hélène Thoraval, en 2021, de fermer le musée de la Résistance en Drôme et de la déportation suscite une polémique. Des habitants et les associations d’anciens combattants dénoncent « une décision politique abjecte » et organisent un comité de défense du musée. Une pétition nationale recueille, en  2023, 31 500 signatures.
Fin 2023, puis à nouveau début 2024, elle est menacée de mort en raison de ses prises de position après la mort de Thomas Perotto. Elle dénonçait notamment les « générations de délinquants » dont feraient partie les agresseurs de Thomas. Elle avait fustigé la délinquance dans le quartier de la Monnaie, d’où seraient originaires certains des agresseurs de la victime, estimant que la délinquance trouvait « ses racines dans la radicalisation » et le « trafic de drogue ». L’un des individus qui l'avaient menacée, est condamné en décembre à huit mois de prison ferme pour « outrages par paroles ou menaces », une autre placé en détention provisoire,.

#### Epinglée par Médiapart
Le 19 septembre 2013, épinglée par Mediapart, Marie-Hélène Thoraval se voit reprocher d'avoir payé avec ses frais de mandats 2 000 euros pour louer un bateau quatre jours dans la mer Méditerranée, dans le cadre d'un séminaire de rentrée avec ses collaborateurs, et en présence de son mari et l'une de ses filles.

## Détail des mandats et fonctions
- 29 décembre 2010 - 17 juin 2012 : députée de la quatrième circonscription de la Drôme.
- 2008 - 2014 : conseillère municipale et Chef de file de l'opposition municipale de Romans-sur-Isère
- 22 mars 2010 - 28 janvier 2011 : conseillère régionale de Rhône-Alpes.
- Depuis le 5 avril 2014 : maire de Romans-sur-Isère (Drôme).
- Depuis avril 2014 : première vice-présidente de la communauté d'agglomération Valence Romans Agglo
- Depuis le 14 décembre 2015 : conseillère régionale d'Auvergne-Rhône-Alpes.

## Décorations
- Chevalier de la Légion d'honneur le 14 juillet 2019[28].